# Ben Maachou
Ben Maachou (àrab ابن معاشو) és una comuna rural de la província de Berrechid de la regió de Casablanca-Settat. Segons el cens de 2014 tenia una població total de 8.458 persones.